# 愛の唄 (新選組リアンの曲)
「愛の唄」（あいのうた）は、　日本の歌手グループ・新選組リアンの3枚目のシングル。2010年8月4日にYOSHIMOTO R and Cから発売された。

## 解説
前作「本当に僕でいいんですか」から約半年振りのシングル。1stアルバム『上京物語』の1ヶ月前に発売された。
歌詞の内容は「恋"愛"」ではく「17歳の夏」「夢見ることの大事さ、現実との葛藤、それらを乗り越えて生きていくメッセージ」がテーマになっている。結成のきっかけとなったテレビ番組『人生が変わる1分間の深イイ話』で“新選組リアンが高校に出向して「愛の唄」を歌う”という企画が行われ、約1500校からの応募があった。
カップリングの「キラキラ」は、関西を中心に活動し、島田紳助の経営する飲食店のライブ出演者でもある女性デュオ・想ワレの楽曲「SNOW」のタイトルを変更し提供曲とした作品。
前2作と違い、表題曲・カップリングのどちらにも編曲に和楽器が用いられていない。衣装もそれまでの西陣織のものではなく、細身のスーツタイプのもの。次作「色糸」披露の際に森公平が「前作（本作）から印象が変わって、和に戻った」っと言っているように、楽曲・衣装とも和の要素があまりない作品となった。
全国15都市で計29回の握手会イベントを行った。発売当日に東京ドームシティラクーアで行われたイベントにおいて、リーダー（当時）の森が「もし2万人と握手できなかったら、責任を持って僕が坊主にします」と発言。結果は1万7442人と目標に届かず、8月30日の後楽園ホールでのイベントにおいて断髪式を敢行、サプライズで登場した紳助によって坊主頭にされた。

## 収録曲
1. 愛の唄 （5:27）
  - 作詞：カシアス島田、作曲：松井亮太、編曲：小澤正澄

フジテレビ系『HEY!HEY!HEY! MUSIC CHAMP』2010年8・9月度エンディングテーマ。

1. キラキラ （3:51）
  - 作詞・作曲：想ワレ、編曲：大西省吾
2. 愛の唄 -Instrumental-
3. キラキラ -Instrumental-

### DVD
（初回限定盤）
1. 「愛の唄」ミュージックビデオ
2. 「本当に僕でいいんですか」ミュージックビデオ
3. 「愛の唄」メイキング

## 特典
- フォトトレーディングカード（通常盤のみ）
- 握手会参加券